# Верлабургдорф
Верлабургдорф (нем. Werlaburgdorf) — община в Германии, в земле Нижняя Саксония.
Входит в состав района Вольфенбюттель. Подчиняется управлению Шладен. Население составляет 744 человека (на 31 декабря 2010 года). Занимает площадь 12,01 км².
| Год  | Население |
| ---- | --------- |
| 1990 | 889       |
| 1995 | 826       |
| 2000 | 867       |
| 2005 | 815       |
| 2010 | 752       |